# Cuco Martina
Cuco Martina, właśc. Rhuendly Martina (ur. 25 września 1989 w Rotterdamie) – holenderski piłkarz reprezentujący Curaçao, występujący na pozycji obrońcy w holenderskim klubie Go Ahead Eagles. Jest kapitanem swojej reprezentacji. Gra na pozycji prawego obrońcy, ale może grać jako defensywny pomocnik lub środkowy obrońca.

## Kariera klubowa
Martina swoją karierę zaczynał w młodzieżowym zespole Feyenoordu. W 2008 roku przeniósł się do RBC Roosendaal. Po trzech latach gry podpisał kontrakt z drużyną RKC Waalwijk. Przez dwa sezony rozegrał 59 spotkań we wszystkich rozgrywkach i zdobył jedną bramkę. W 2013 roku podpisał kontrakt z FC Twente. W dniu 7 lipca 2015 roku został piłkarzem Southampton. Zadebiutował w rewanżowym meczu w ramach eliminacji do Ligi Europy z SBV Vitesse. Trzy dni później zadebiutował w rozgrywkach Premier League, zmieniając Cédria Soaresa. 26 grudnia zdobył swoją pierwszą bramkę w barwach Świętych w meczu ligowym z Arsenalem. Stał się pierwszym piłkarzem Curaçao, który zdobył bramkę w Premier League.

## Kariera reprezentacyjna
W dniu 9 sierpnia 2011 roku Martina zadebiutował w barwach narodowych Curaçao. Zagrał w pierwszej połowie meczu z Reprezentacją Dominikany, gdzie jego drużyna poniosła porażkę. Został powołany na mecze eliminacyjne do Mistrzostw Świata 2014 i 2018.